# Synothele houstoni
Synothele houstoni är en spindelart som beskrevs av Raven 1994. Synothele houstoni ingår i släktet Synothele och familjen Barychelidae.
Artens utbredningsområde är Western Australia. Inga underarter finns listade i Catalogue of Life.